# 北向地蔵 (藤沢市)
北向地蔵（きたむきじぞう）は、神奈川県藤沢市藤沢三丁目の厚木街道のかたわらに、北向きに祀られている地蔵菩薩像。

## 概要
旧・藤沢宿の西側の国道467号（旧・東海道）白旗交差点から北へ（白旗神社方向）八王子道へ入り、またすぐ西へ曲がると藤沢から厚木へと向かう厚木道があり、そのかたわらの藤沢三丁目2番16号付近の三叉路の東南側の角に地蔵像が北向きに安置されている。厚木道の西側には江戸時代に常光寺の末寺である壁土山地蔵堂があったことが分かっている。

## 本尊
地蔵立像 - 享保10年（1725年）造立の石造の地蔵立像である。高さは90センチメートル。足元の台座の正面には「地蔵菩薩奉造立」、左側面には「為両親菩提　乃至法界　平等利益」、右側面には「享保十乙巳　八月廿四日」と文字が刻まれていて、右手には錫杖、左手には宝珠を持っている。

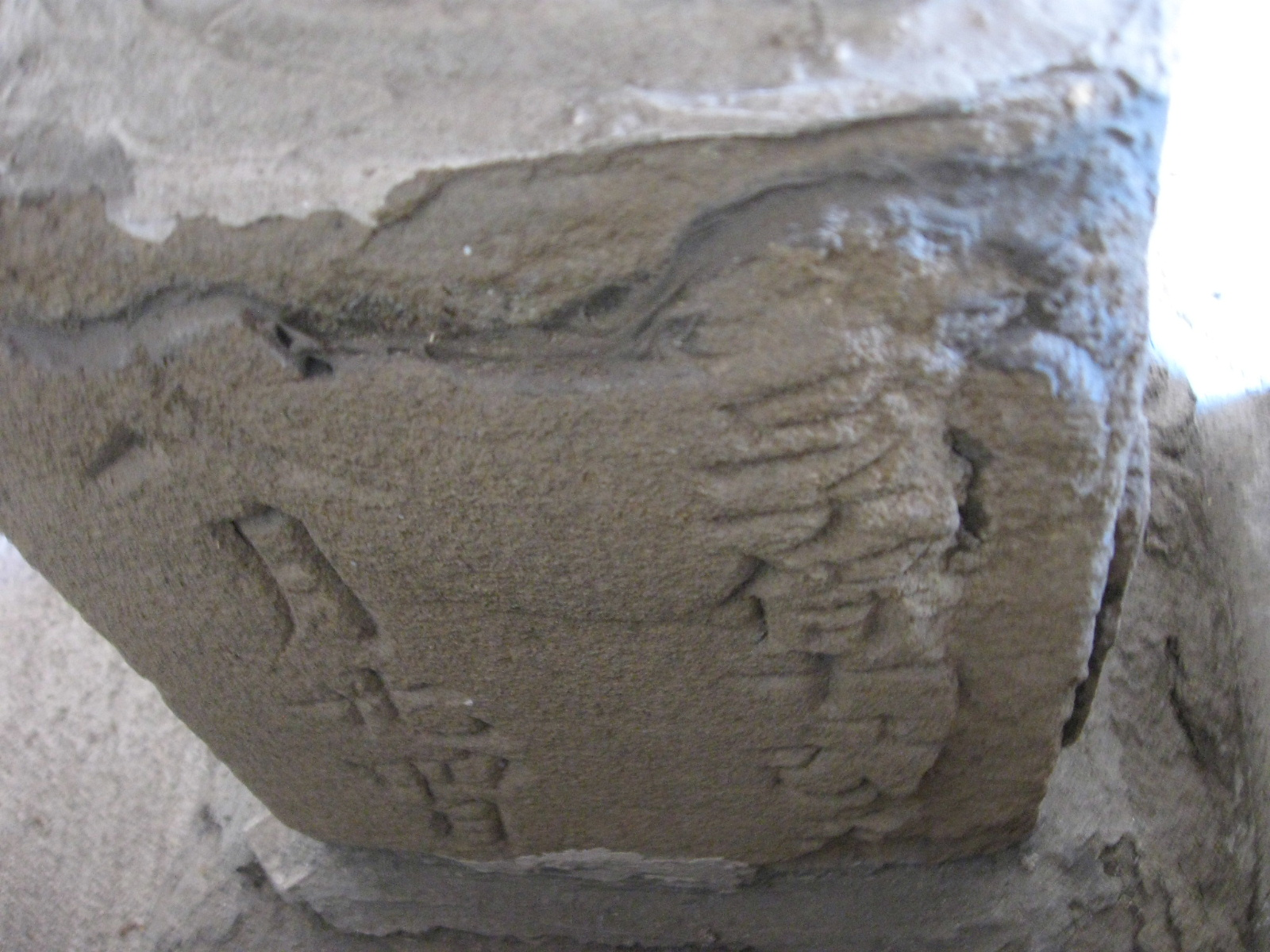
北向地蔵（藤沢市）台座右側
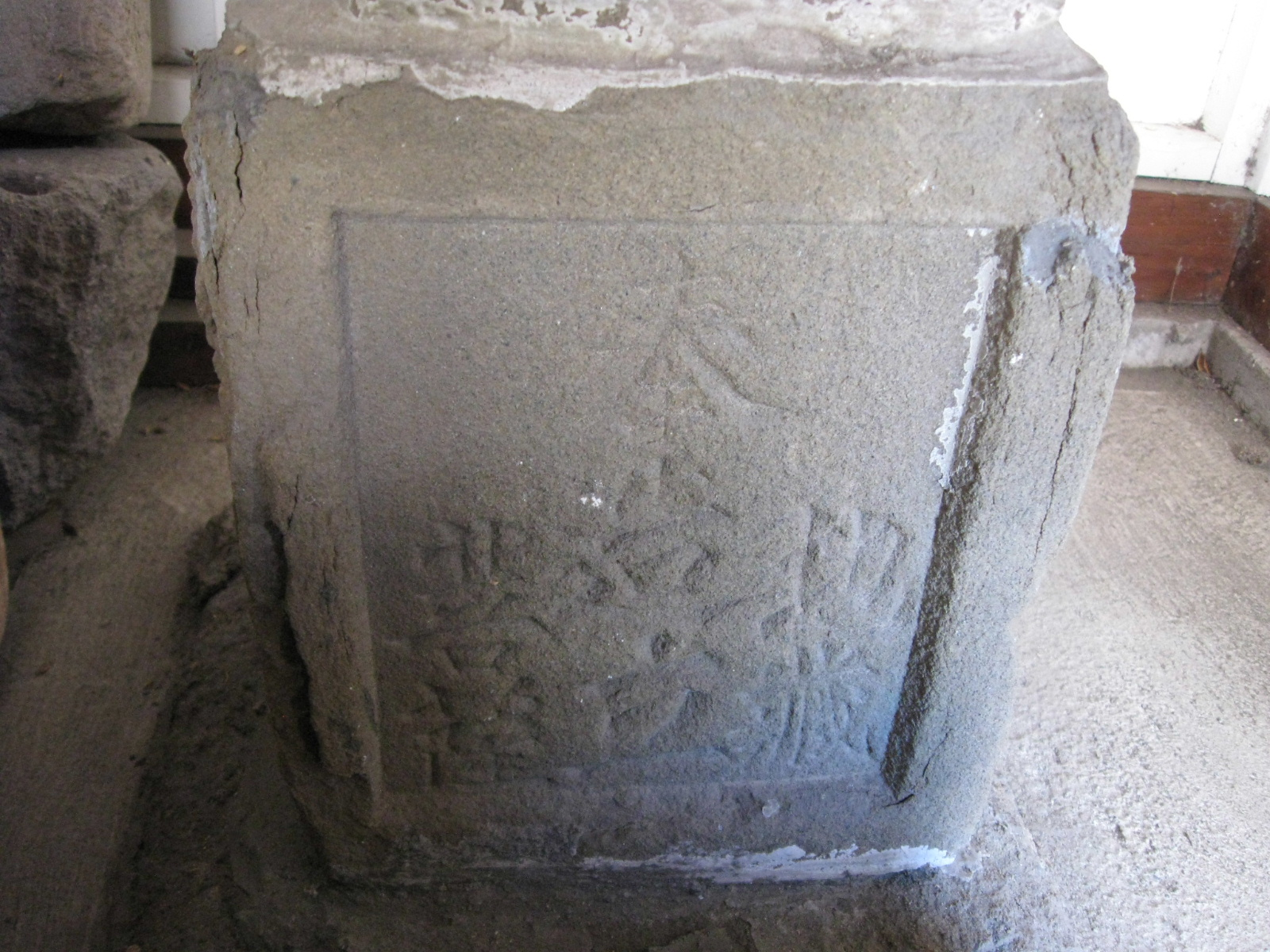
北向地蔵（藤沢市）台座前側
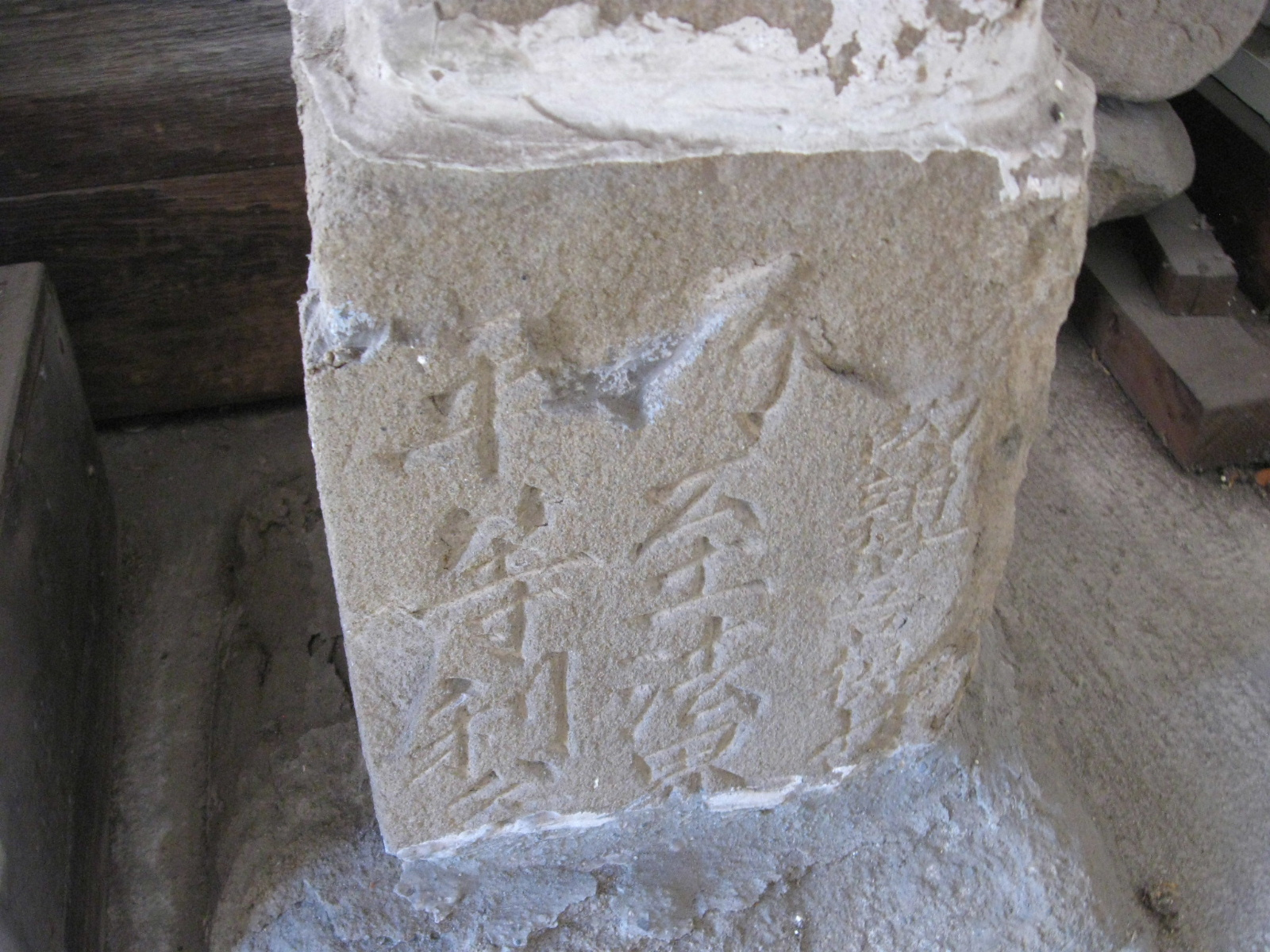
北向地蔵（藤沢市）台座左側

## 所在地情報
所在地
- 藤沢市藤沢三丁目2番16号付近

交通
- 鉄道
  - 藤沢本町駅（小田急電鉄江ノ島線） - 徒歩2分

## 関連文献
- 中島淳一『湘南のお地蔵さま』江ノ電沿線新聞社、2017年4月1日。ISBN 978-4-900247-03-1。「(12) 北向地蔵」26、27頁。